# Sesia bembeciformis
Sesia bembeciformis este o molie din familia Sesiidae. Se găsește în Europa.

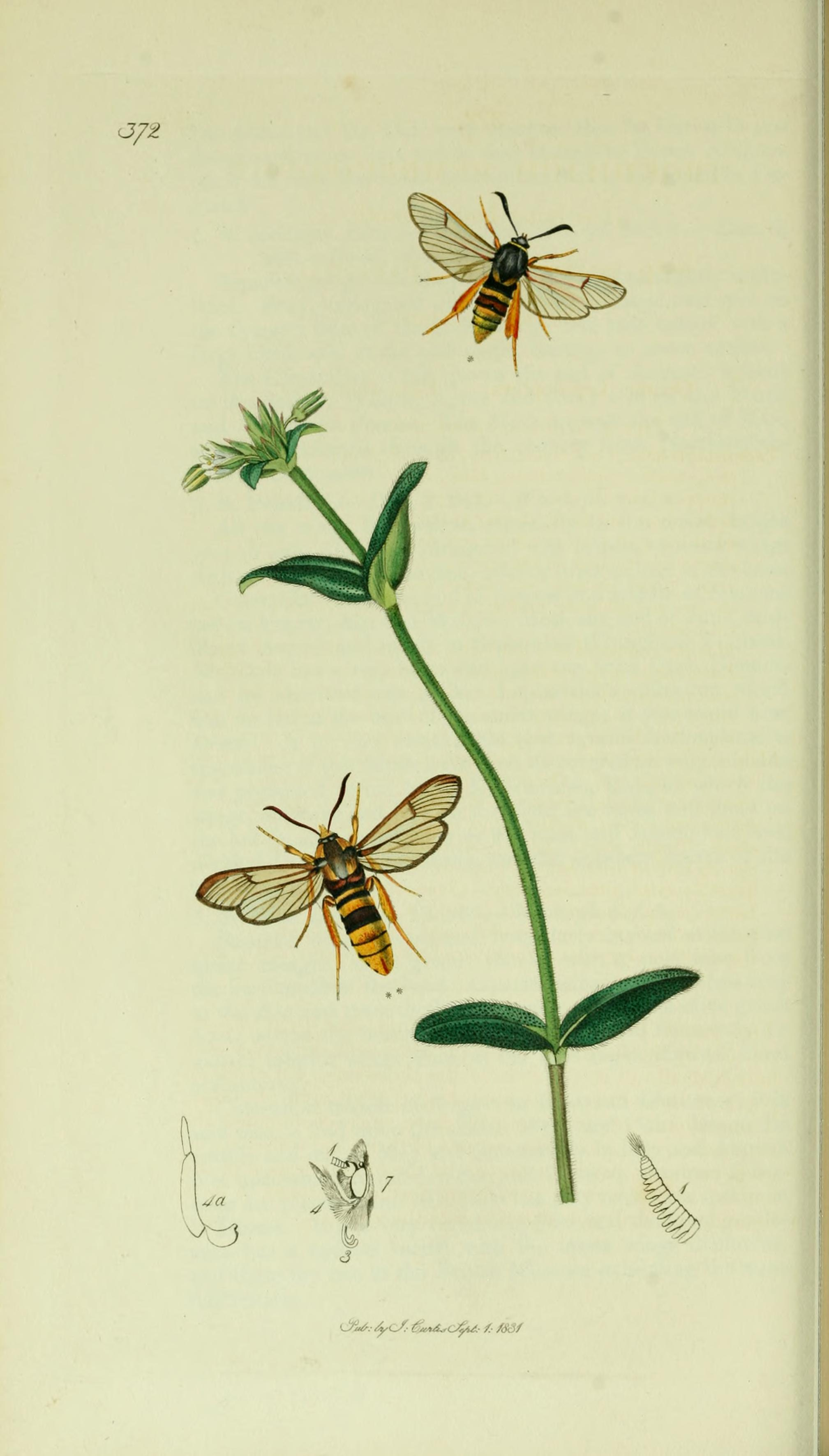
Ilustraţii din volumul 5 al lucrării "British Entomology" al lui John Curtis, reprezentând Sesia apiformis și Sesia bembeciformis

Anvergura speciei este de 32-42 mm. Lungimea aripilor posterioare este de 15-19 mm. Molia zboară din iunie până în august, depinzând de locație. Larvele se hrănesc cu salcie.